# Gaia (tàu không gian)
Gaia là kính thiên văn không gian của Cơ quan Không gian châu Âu (ESA). Nhiệm vụ của nó là lập dữ liệu không gian 3 chiều của gần 1 tỷ ngôi sao (xấp xỉ 1% số lượng sao trong Ngân Hà) có cấp sao lớn hơn 20 G với G là thang đo Gaia của dải bước sóng đo trong khoảng 400 và 1000 nanométs. Là phi vụ tiếp nối nhiệm vụ của tàu Hipparcos, Gaia là một trong những tàu thuộc Chương trình Khoa học thời gian dài Horizon 2000 của ESA. Con tàu sẽ thu thập dữ liệu của từng thiên thể khoảng 70 lần trong giai đoạn kế hoạch 5 năm hoạt động của nó.
Dữ liệu từ Gaia sẽ giúp các nhà khoa học tạo ra bản đồ 3 chiều chính xác về sự phân bố và tính chất của từng ngôi sao trong số 1 tỷ sao nó khảo sát trong Ngân Hà, vẽ ra được chuyển động của chúng và do đó cho phép họ tính toán về lịch sử tiến hóa của Ngân Hà. Các phép đo bằng phổ kế sẽ cung cấp đặc tính vật lý chi tiết của từng sao, bao gồm độ sáng, nhiệt độ hữu hiệu, lực hấp dẫn và thành phần hóa học của các sao. Các số liệu thống kê sẽ mang lại dữ liệu quan sát cơ bản giúp các nhà khoa học giải quyết những câu hỏi quan trọng liên quan đến nguồn gốc, cấu trúc, và lịch sử tiến hóa của Ngân Hà. Ngoài ra rất nhiều quasar, thiên hà, hành tinh ngoài Hệ Mặt Trời và các vật thể trong Hệ Mặt Trời cũng sẽ được Gaia quan sát.
Gaia được phóng lên bởi Arianespace bằng tên lửa Soyuz ST-B/Fregat-MT từ Trung tâm không gian Kourou ở French Guiana. Nó sẽ hoạt động ở quỹ đạo Lissajous xung quanh điểm Lagrange L2 của hệ Mặt Trời–Trái Đất.